# U 953
U 953 war ein deutsches U-Boot vom Typ VII C, ein sogenanntes „Atlantikboot“, das durch die deutsche Kriegsmarine während des U-Boot-Krieges im Zweiten Weltkrieg im Nordatlantik, in der Biskaya und im Ärmelkanal eingesetzt wurde.

## Technische Daten
Ein VII C-Boot wurde bei der Überwasserfahrt von zwei Dieselmotoren angetrieben und erreichte eine Geschwindigkeit von 17 kn. Unter Wasser konnte so ein U-Boot mithilfe der zwei Elektromotoren 7,6 kn Fahrt machen.   Die Leistungskraft der Batterien ermöglichte diese Höchstgeschwindigkeit bei der Unterwasserfahrt allerdings nur für eine Stunde. Bei geringerer Geschwindigkeit konnte das Boot theoretisch bis zu drei Tage unter Wasser fahren. U 925 verfügte über einen sogenannten Schnorchel, einen Be- und Entlüftungsschlauch, der an einem ausklappbaren Mast aufgehängt war und am oberen Ende über einen Schwimmer verfügte, der den Schnorchelausgang über Wasser halten sollte. So ein Schnorchel gewährleistete gleichzeitig die Abfuhr der Dieselgase, als auch die Frischluftzufuhr und ermöglichte längere Unterwasserfahrten.

## Einsatz und Geschichte
Vom 17. Dezember 1942 bis zum 31. Mai 1943 gehörte U 953 als Ausbildungsboot zur 5. U-Flottille. Ab dem 1. Juni 1943 kam es als Frontboot zur 3. U-Flottille, wo es bis zum 14. Oktober 1944 verblieb. In dieser Zeit wurde U 953 umgerüstet und zeitweise als Flakfalle eingesetzt.  Am 15. Oktober 1944 kam das Boot zur 33. U-Flottille, wo
U 953 bis Kriegsende verblieb.

### U-Boote gegenOperation Neptune
Im Mai 1944 wurde Kommandant Marbach im Rahmen einer Versammlung der Kommandanten der 1. und der 9. U-Flottille in Brest Zeuge der Verkündung der durch Karl Dönitz im Befehl Kanal Nr. 1 formulierten Maßgaben zur Abwehr der erwarteten Invasion der Alliierten Streitkräfte an der nordfranzösischen Atlantikküste. Dönitz’ Forderung, der Invasionsflotte durch „vollen Einsatz“ der U-Boote, auch „unter Gefahr des Verlusts“ zu begegnen, wurde den anwesenden U-Bootkommandanten durch den Führer der U-Boote-West, Kapitän zur See Hans-Rudolf Rösing übermittelt. Marbach wertete die bei dieser Gelegenheit vermittelten Maßgaben als Befehl zum „Totaleinsatz“ und fasste die Worte Rösings später wie folgt zusammen: „Wenn es nicht weitergeht, dann soll die Invasionsflotte von uns wenigstens gerammt werden, und sei es auch nur der kleinste Kahn.“ Auf seiner vom 6. bis zum 18. Juni andauernden sechsten Feindfahrt, griff Marbach mit  U 953 drei kanadische Zerstörer an: die Restigouche, die Qu'Appelle und die Skeena, konnte aber keines der Kriegsschiffe versenken.

### Versuchsboot und Versenkung
Unter dem Kommando von Oberleutnant z.S. Erich Steinbrinck wurde U 953 im Sommer 1945 von Drontheim aus zunächst nach Scapa Flow und dann in den sea loch Loch Ryan an der Westküste der schottischen council area Dumfries and Galloway überführt, wo das Boot Anfang Juni einlief. Ende Dezember verlegte U 953 in den nordirischen Hafen von Londonderry.
Das Boot wurde bis 1949 von der Royal Navy als Versuchsboot  verwendet und schließlich bei Clayton & Davies in Gateshead abgebrochen und verschrottet.

## Literarische Verarbeitung
Der ehemalige Kommandant von U 953, Herbert A. Werner, veröffentlichte in den 1980er Jahren seine Lebenserinnerungen unter dem Titel: „Die eisernen Särge“.